# Schmalenbach (Lehrberg)
Schmalenbach (fränkisch: Schmalmba) ist ein Gemeindeteil des Marktes Lehrberg im Landkreis Ansbach (Mittelfranken, Bayern). Schmalenbach liegt in der Gemarkung Lehrberg.

## Geografie
Der Weiler und die Schmalenbacher Mühle liegen an der Fränkischen Rezat. Es münden dort das Erlbächlein, der Weihergraben und ein namenloser Bach als rechte Zuflüsse. 1 km nordöstlich erhebt sich der Buhlsberg (480 m ü. NHN), 1 km westlich liegen die Fluren Heer und Süßfeld. Gemeindeverbindungsstraßen führen nach Hürbel am Rangen (2,5 km westlich), nach Steinersdorf (1,2 km südlich) und zur Bundesstraße 13 (0,4 km nordöstlich). Ein Anliegerweg führt zur Schmalenbacher Mühle (0,3 km nordwestlich).

## Geschichte
Erstmals urkundlich erwähnt wurde der Ort in der zweiten Hälfte des 14. Jahrhunderts als „Smalembach“. Der Ortsname leitet sich von einem gleichlautenden Gewässernamen ab, womit die Fränkische Rezat, die in unmittelbarer Nähe zum Ort verläuft, bezeichnet wurde.
Im 16-Punkte-Bericht des Oberamtes Ansbach von 1684 wurden für Schmalenbach 8 Mannschaften verzeichnet. Grundherren waren das Hofkastenamt Ansbach (2 Anwesen), der Bürgermeister und Rat zu Ansbach (2), ein Herr von Ayrer (3) und ein Herr Flechtner (1). Das Hochgericht und die Dorf- und Gemeindeherrschaft übte das brandenburg-ansbachische Hofkastenamt Ansbach aus.
Auch gegen Ende des 18. Jahrhunderts gab es in Schmalenbach 8 Anwesen. Das Hochgericht und die Dorf- und Gemeindeherrschaft übte weiterhin das Hofkastenamt Ansbach aus. Alle Anwesen hatten das Fürstentum Ansbach als Grundherrn (Hofkastenamt Ansbach: 2 Höfe, 3 Güter, 1 Mühle; Ansbacher Rat: 1 Halbhof, 1 Gütlein). Neben diesen Anwesen gab es noch kommunale Gebäude (Hirtenhaus, Brechhaus). Es gab zu dieser Zeit 10 Untertansfamilien. Von 1797 bis 1808 unterstand der Ort dem Justiz- und Kammeramt Ansbach.
Im Rahmen des Gemeindeedikts wurde Schmalenbach dem 1809 gebildeten Steuerdistrikt Schalkhausen zugeordnet. Mit der Neubildung des Steuerdistrikts Neuses bei Ansbach am 23. Juni 1810 erfolgte der Wechsel dorthin. Es gehörte auch der 1811 gegründeten Ruralgemeinde Neuses bei Ansbach an. Im Zuge des Zweiten Gemeindeedikts (1818) wurde Schmalenbach nach Lehrberg umgemeindet, am 16. August 1840 wurde es an die neu gebildete Ruralgemeinde Zailach überwiesen. Im Zuge der Gebietsreform in Bayern wurde diese am 1. Januar 1972 nach Lehrberg eingemeindet.

### Baudenkmal
- ehemalige Mühle, 1688, Fachwerkobergeschoss frühes 19. Jahrhundert[14]

### Einwohnerentwicklung
| Jahr      | 001818 | 001840 | 001861 | 001871 | 001885 | 001900 | 001925 | 001950 | 001961 | 001970 | 001987 | 002008 |
| Einwohner | 59     | 71     | 59     | 75     | 69     | 65     | 70     | 84     | 45     | 43     | 38     | 30     |
| Häuser    | 10     | 14     |        |        | 10     | 10     | 10     | 10     | 9      |        | 8      |        |
| Quelle    | [ 16 ] | [ 17 ] | [ 18 ] | [ 19 ] | [ 20 ] | [ 21 ] | [ 22 ] | [ 23 ] | [ 24 ] | [ 25 ] | [ 26 ] | [ 1 ]  |

## Religion
Der Ort ist seit der Reformation evangelisch-lutherisch geprägt und bis heute nach St. Margaretha (Lehrberg) gepfarrt. Die Einwohner römisch-katholischer Konfession waren zunächst nach St. Ludwig (Ansbach) gepfarrt, seit 1970 ist die Pfarrei Christ König (Ansbach) zuständig.